# 이자와 다키오
이자와 다키오(일본어: 伊沢多喜男, 1869년 12월 26일(메이지 2년 11월 24일) ~ 1949년(쇼와 24년) 8월 13일)는 일본 제국의 관료이자 정치인이다. 와카야마 현지사, 에히메 현지사, 니가타 현지사, 경시총감, 대만 총독, 도쿄 시장, 귀족원의원, 추밀원 고문관 등을 역임하였다.

## 같이 보기
- 대만일치시기